# Nemfidius

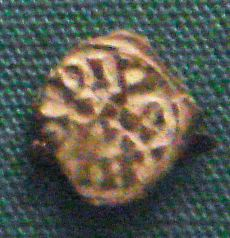
Zilveren muntstuk van Nemfidius, patriciër van Provence (700-710, gemunt te Marseille).

Nemfidius was patriciër van Provence rond de jaren 700-710.

## Biografie
De patriciër Nemfidius is uit verschillende bronnen bekend. De eerste, een tekst uit 780 is een lijst van vijf patriciërs van Provence tussen respectievelijk het begin van de jaren 690 en het einde van de jaren 730: Ansedertus, Nemfidius, Antenor, Metranus en Abbon. Dit document maakt in het bijzonder gewag van plunderingen uitgevoerd door de patriciër Antenor op de eigendommen van de Abdij Saint-Victor resulterend in donaties van de patriciër Nemfidius of van diens vrouw Adaltrude. Nemfidius heeft eveneens talrijke munten laten slaan, zilveren denarii van Marseille genoemd, met zijn naam of zijn monogram erop.

## Referentie
- Dit artikel of een eerdere versie ervan is een (gedeeltelijke) vertaling van het artikel Nemfidius_de_Provence op de Franstalige Wikipedia, dat onder de licentie Creative Commons Naamsvermelding/Gelijk delen valt. Zie de bewerkingsgeschiedenis aldaar.